# Bukovany (kraj południowomorawski)
Bukovany – gmina w Czechach, w powiecie Hodonín, w kraju południowomorawskim. Według danych z dnia 1 stycznia 2013 liczyła 737 mieszkańców.